# Pedra das Gaivotas

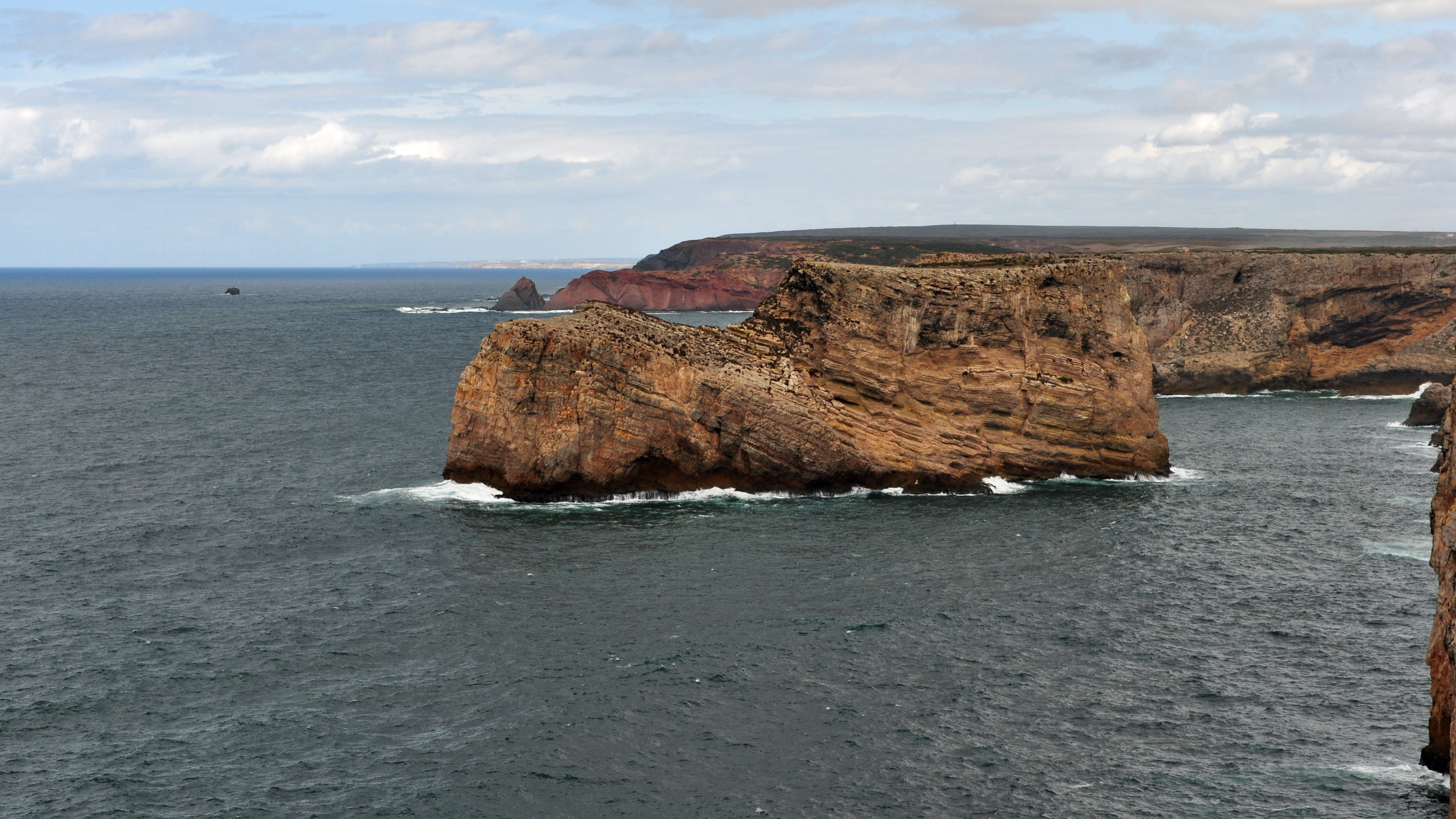
Ilhéu Pedra das Gaivotas

A Pedra das Gaivotas ou Ilhéu Pedra das Gaivotas, também conhecida por Ilhéu Mare Nostro, é um ilhéu que está situado no Cabo de São Vicente, perto da Ponta dos Arquizes. Tem uma altitude de 56 metros. Dista do continente de aproximadamente 114 metros e tem uma área de 138 metros quadrados. O seu perímetro é de aproximadamente 590 metros. 

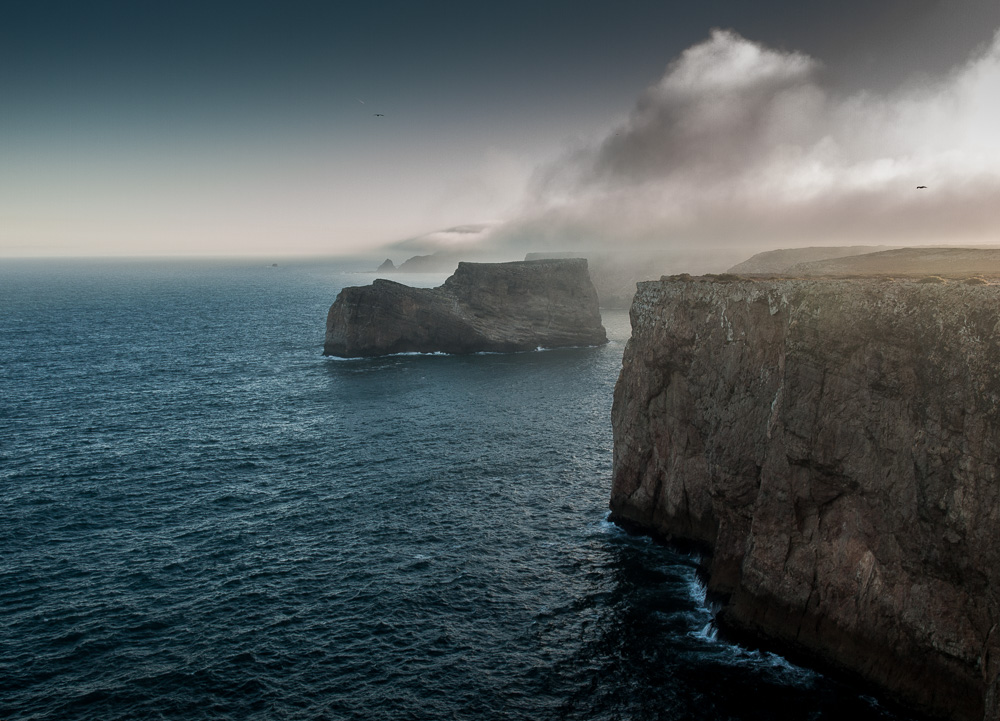
Pedra das Gaivotas, Cabo de São Vicente